# Oleg Platonov
Oleg Anatolievici Platonov (rusă: Олег Анатольевич Платонов) (n. 11 ianuarie 1950, Ekaterinburg, RSFSR) este un scriitor rus, istoric și economist.